# Győri ETO KC
Győri Audi ETO KC (em húngaro Egyetértés Torna Osztály Kézilabda Club) é um clube de handebol de Győr, Hungria. O clube foi fundado em 1948, competindo inicialmente na liga local. é uma potência atual do handebol europeu feminino.

## Títulos

### EHF Champions League
- Campeãs (6): 2013, 2014, 2017, 2018, 2019, 2024

### Liga da Hungria
- Campeãs (17) 1957, 1959, 2004-05, 2007-06, 2007-08, 2008-09, 2009-10, 2010-11, 2011-12, 2012-13, 2013-14, 2015-2016, 2016-2017, 2017-2018, 2018-19, 2021-22, 2022-23

### Copa Hungria
- Campeãs (15) 2005, 2006, 2007, 2008, 2009, 2010, 2011, 2012, 2013, 2014, 2015, 2016, 2018, 2019, 2021

## Notáveis ex-jogadoras
| - Anita Görbicz - Beáta Hoffmann - Anita Kulcsár - Anikó Nagy - Katalin Pálinger - Krisztina Pigniczki - Anna Szántó - Orsolya Vérten - Magda Jóna - Ágnes Hornyák - Anikó Kovacsics - Mónika Kovacsicz - Orsolya Herr - Adrienn Orbán - Ibolya Mehlmann - Zsuzsanna Tomori - Bernadett Bódi | - Eszter Mátéfi - Bojana Radulović - Marianna Bordásné Horváth - Katrine Lunde - Heidi Løke - Kari Aalvik Grimsbø - Nora Mørk - Ida Alstad - Linn Jørum Sulland - Amanda Kurtović - Katarina Bulatović - Jovanka Radičević - Ana Đokić - Aurelia Brădeanu - Simona Gogîrlă - Crina Pintea | - Nycke Groot - Yvette Broch - Raphaëlle Tervel - Béatrice Edwige - Anja Althaus - Susann Müller - Jelena Grubišić - Vesna Milanović-Litre - Eduarda Amorim - Macarena Aguilar - Andrea Lekić - Ana Gros - Anna Sen - Katarína Mravíková - Jana Knedlíková - Simona Spiridon |

## Ligações Externas
- Sítio Oficial
- página na EHF